# Christopher Skidmore
Christopher James Skidmore dit Chris Skidmore, né le 17 mai 1981 dans le comté d'Avon, est un historien et homme politique britannique membre du Parti conservateur, ministre d'État aux Universités, à la Recherche, aux Sciences et à l'Innovation de septembre 2019 à février 2020.
De 2016 à 2018, il est secrétaire parlementaire au « Cabinet Office ».

## Biographie
Skidmore étudie au Bristol Grammar School (en), avant de poursuivre ses études au Christ Church à Oxford où il est nommé B.A. (licencié ès arts) en 2002.
Il fait son entrée au Parlement en 2010 comme député de Kingswood dans le Gloucestershire.
Secrétaire parlementaire privé au chancelier George Osborne de 2015 à 2016, la Première ministre Theresa May le nomme secrétaire parlementaire au Cabinet Office le 17 juillet 2016.
Skidmore est en Grande-Bretagne Fellow de la Royal Historical Society (FRHistS) aussi de la Society of Antiquaries of London (FSA).

## Liens externes

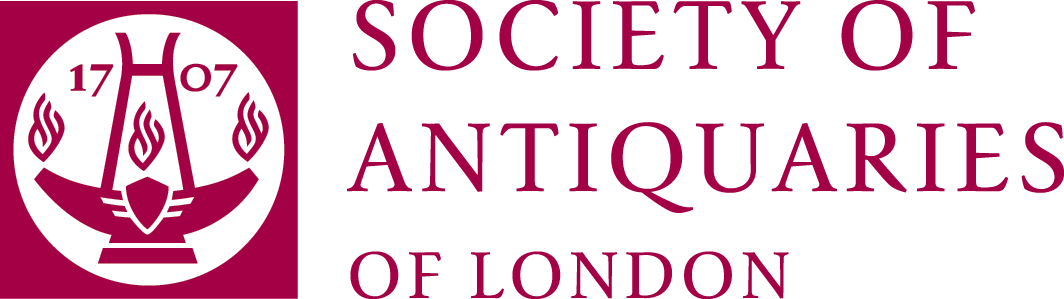
Skidmore est nommé FSA.